# Pansarsvamp
Pansarsvamp (Euryachora sedi) är en svampart som först beskrevs av Heinrich Friedrich Link, och fick sitt nu gällande namn av Karl Wilhelm Gottlieb Leopold Fuckel 1870. Enligt Catalogue of Life ingår Pansarsvamp i släktet Euryachora,  och familjen Dothideaceae, men enligt Dyntaxa är tillhörigheten istället släktet Euryachora,  och familjen Mycosphaerellaceae. Arten är reproducerande i Sverige. Inga underarter finns listade i Catalogue of Life.